# Наталий Ольстерский

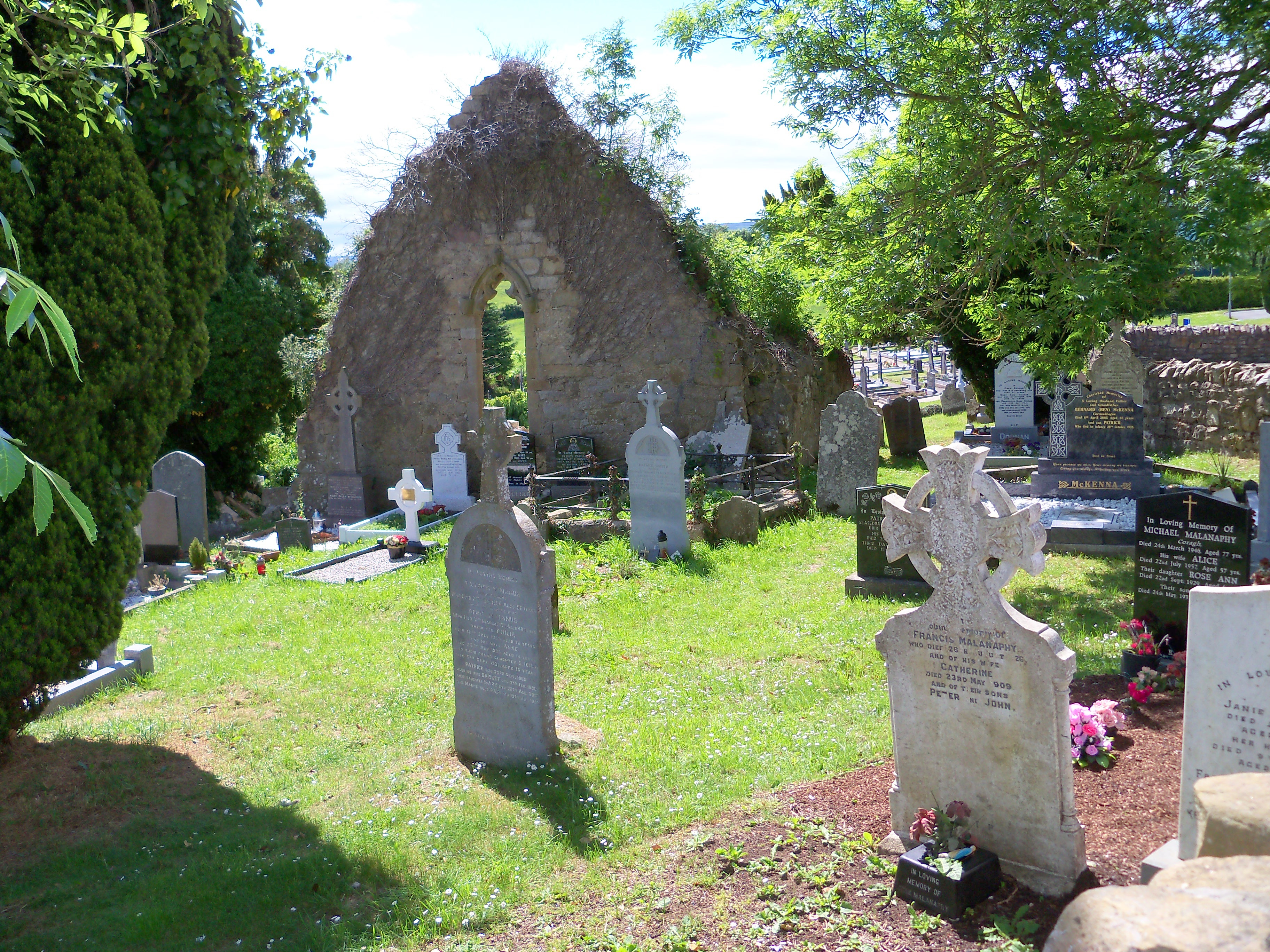
Руины храма св.Нейла, Кинолей, Фермана

Наталий (умер в 564 году) — ирландский святой, монах. День памяти — 27 января.
Святой Наталий (Natalis), или Нейл (Saint Naile) был ирландским монахом. Его отцом был Энг (Aenghus), третий в роду Lughaidh, королей Манстерских. Духовный ученик св. Колумбы, он основал монастыри во многих местах Ольстера, будучи настоятелем монастырей Сент Наул (St Naul's Abbey), Инвер (графство Донегол), Кинолей (Cill Naile), Инвер Нейл (Inver Naile) в Рафо (Raphoe), графство Донегол, и на острове Девениш, где он стал преемником св. Молеза (Molaise). Источник, посвящённый ему, по сей день существует у храма в Кинолее, в котором рукоятка от его колокольчика сохранялась до XIX века.